# Giuseppe Conte
Giuseppe Conte (Volturara Appula, 8 d'agost de 1964) és un jurista i professor de dret italià. Fou el 58è primer ministre d'Itàlia entre l'1 de juny del 2018 i el 26 de gener de 2021.

## Biografia
Conte va néixer a Volturara Appula, a la regió d'Apulia. Com la major part de la classe dirigent italiana, Conte va estudiar Dret a la Universitat de Roma La Sapienza, on es va graduar el 1988. El 1992 es va mudar als Estats Units per estudiar a Yale i a la Duke University. També va cursar estudis a la Universitat de la Sorbona el 2000, a Girton College de Cambridge el 2001 i a la Universitat de Nova York el 2008.
Va començar la seva carrera acadèmica com a professor durant la dècada de 1990, ensenyant a diverses institucions com la Universitat de Roma III, la Universitat LUMSA de Roma, la Universitat de Malta o la de Sassari. És professor de Dret Privat a la Universitat de Florència, així com a LUISS. Des del 18 de setembre de 2013, Conte és, per designi de la Cambra dels Diputats, membre del Consell de la presidència de la justícia administrativa italiana.

## Carrera política
El 27 de febrer de 2018, Conte fou seleccionat per Luigi Di Maio, líder del Moviment 5 Estrelles (M5S), durant la campanya electoral de les eleccions generals italianes, com a candidat futurible per ser el ministre d'Administració Pública al seu gabinet. Tanmateix, les eleccions van deixar un parlament sense majoria, amb el M5S com a partit amb més vots i escons, mentre que la Lliga Nord, dirigida per Matteo Salvini, va sorgir com a principal força política. La coalició de centre-esquerra liderada per Matteo Renzi va ser tercera als comicis.
Després de dies de rumors, el 9 de maig, tant Di Maio com Salvini van demanar oficialment al president de la República, Sergio Mattarella, que els donés 24 hores més per firmar un acord de govern. Hores més tard, Silvio Berlusconi va anunciar públicament que Força Itàlia no donaria el seu vot de confiança a un govern de la Lliga-M5S, però que mantindria l'aliança de centre-dreta, obrint així les portes a un possible govern en majoria entre les dues parts.
El 13 de maig el M5S i la Lliga van crear un acord de principi sobre un programa de govern, que probablement va obrir camí per la formació d'una coalició de govern, si bé no es van posar d'acord en els membres que compondrien el gabinet, entre els quals el càrrec de primer ministre. Els líders de les dues formacions es van tornar a reunir amb Mattarella, i li van demanar una setmana de termini per seguir negociant. El 21 de maig de 2018, van proposar Giuseppe Conte com a primer ministre al pròxim govern d'Itàlia.

## Obres publicades
- Il volontariato. Libertà dei privati e mediazione giuridica dello Stato, 1996.
- La simulazione del matrimonio nella teoria del negozio giuridico, 1999.
- Le regole della solidarità. Iniziative non profit dei privati e mediazione dei pubblici poteri, 2001.
- Il danno non patrimoniale, 2018.
- La formazione del contratto, 2018.